# Lorin Maazel
Lorin Varencove Maazel (Neuilly-sur-Seine, 6 marzo 1930 – Castleton, 13 luglio 2014) è stato un direttore d'orchestra, violinista e compositore statunitense.

## Biografia
Lorìn Maazèl nacque in Francia a Neuilly-sur-Seine, nei pressi di Parigi, da genitori statunitensi di origini russe. Presto tornato negli Stati Uniti, è stato un bambino prodigio: ha iniziato a studiare il violino a cinque anni con Karl Molidrem e direzione d'orchestra a sette. Ha studiato con il compositore e direttore d'orchestra d'origine russa Vladimir Bakaleinikoff a Pittsburgh e ha esordito alla guida dell'orchestra universitaria a otto anni. Ha debuttato a nove anni a New York guidando la Interlochen Orchestra durante l'edizione del 1939 dell'esposizione mondiale New York World's Fair e nello stesso anno ha diretto la Los Angeles Philharmonic. Nel 1941 ha diretto, su invito di Arturo Toscanini, la NBC Orchestra (sono rimaste famose le parole "God bless you" pronunciate dal Maestro italiano dopo averlo ascoltato) e nel 1942, dodicenne, la New York Philharmonic. Entro i quindici anni, aveva già diretto la maggior parte delle più importanti orchestre americane. Nell'università di Pittsburgh ha studiato lingue, matematica e filosofia mentre era anche attivo come violinista nella Pittsburgh Symphony Orchestra e svolgeva l'apprendistato di direttore (1949-1950) e organizzava l'attività del quartetto Fine Arts Quartet. Nel 1951 tramite una borsa di studio ha approfondito la conoscenza della musica barocca in Italia, facendo il suo debutto europeo nel 1953 alla guida dell'orchestra del Teatro Bellini di Catania. Nel 1960 è stato il più giovane (e primo tra gli americani) a dirigere nel tempio wagneriano di Bayreuth. Da quel momento ha guidato regolarmente le maggiori orchestre del mondo. È stato direttore artistico e direttore capo del Deutsche Oper Berlin dal 1965 al 1971 e dell'Orchestra della Radio di Berlino (dal 1965 al 1975).
Dal 1972 al 1982 ha ricoperto il ruolo di direttore musicale della prestigiosa Orchestra di Cleveland, succedendo a George Szell e mettendo la sua energica verve al servizio di importanti e celebri interpretazioni e incisioni discografiche della musica di George Gershwin, tra cui Rhapsody in Blue, An American in Paris e soprattutto la prima incisione completa dell'opera Porgy and Bess, con un cast completamente afro-americano.
Dal 1982 al 1984 è stato direttore capo della Wiener Staatsoper e successivamente è stato consulente musicale dal 1984 al 1988 e direttore musicale dal 1988 al 1996 della Pittsburgh Symphony Orchestra. Dal 1993 al 2002 è stato direttore musicale dell'Orchestra Sinfonica della Radio Bavarese (Symphonieorchester des Bayerischen Rundfunks).
Nel 2002, succedendo a Kurt Masur, ha assunto il ruolo di direttore musicale della New York Philharmonic (della quale in precedenza aveva già diretto più di cento concerti). Nel 2006 è diventato direttore musicale a vita della Symphonica Toscanini.
Maazel ha al suo attivo più di 300 incisioni discografiche, inclusi i cicli completi di Beethoven, Brahms, Mahler, Sibelius, Rachmaninov, Čajkovskij.
Dal 1980 al 1986 e negli anni 1994, 1996, 1999 e 2005 ha diretto i Wiener Philharmoniker nel tradizionale Concerto di Capodanno di Vienna.
Ha ricevuto dieci Grand Prix du Disque Awards e tra le numerose onorificenze si ricordano la Legion d'Onore francese e il titolo di Ambasciatore di Buona Volontà dell'ONU. Personaggio tra i più conosciuti e apprezzati del panorama musicale, parlava perfettamente francese, tedesco, italiano (grazie alla sua lunga consuetudine con le sale da concerto italiane). È stato attivo anche come compositore e violinista solista (per esempio, nei concerti per violino di Mozart).

## Composizioni principali
- 1984, opera in due atti basata sull'omonimo romanzo di George Orwell e rappresentata nel 2005,
- The Empty Pot, op.16, per orchestra, coro di voci bianche, soprano e narratore
- The Giving Tree, op.15, per violoncello, narratore e orchestra, su testo del poeta Shel Silverstein
- Musica per violino e orchestra, op.12 (prima esecuzione con Maazel stesso al violino)
- Musica per flauto e orchestra, op.11 (prima esecuzione con James Galway al flauto)
- Musica per violoncello e orchestra, op.10 (prima esecuzione con Mstislav Rostropovich al violoncello)
- Irish Vapours and Capers, per flauto, narratore e orchestra (prima esecuzione con James Galway al flauto)
- Farewell, movimento sinfonico (commissionato ed eseguito dai Wiener Philharmoniker)

## CD parziale
- Adams, On the Transmigration of Souls - Lorin Maazel & New York Philharmonic, 2004 Nonesuch Records EP - Grammy Award al miglior album di musica classica e Grammy Award for Best Orchestral Performance 2005
- Bach, Brandenburg Concertos - RSO Berlin/Lorin Maazel, 1966 Philips
- Bach, Suites - RSO Berlin/Lorin Maazel, 1966 Philips
- Bach, Mass in B minor - RSO Berlin/Lorin Maazel, 1966 Philips
- Bach, Easter Oratorio - RSO Berlin/Lorin Maazel, 1966 Philips
- Beethoven, Fidelio - Birgit Nilsson/James McCracken/Kurt Böhme/Lorin Maazel/Tom Krause/Wiener Philharmoniker, 1964 Decca
- Beethoven: Symphony No. 9; Egmont Overture - Cleveland Orchestra/Cleveland Orchestra Chorus/Elena Obraztsova/Jon Vickers/Lorin Maazel/Lucia Popp/Martti Talvela, 1979 SONY BMG
- Beethoven: Symphony No. 5 & Schubert: Symphony No. 8 "Unfinished" - Lorin Maazel/Wiener Philharmoniker, 1981 Sony
- Beethoven: Symphonies No. 1-9 - Cleveland Orchestra/Lorin Maazel, 1979 CBS Masterworks
- Bellini, I Capuleti e i Montecchi - Antonietta Pastori/Fiorenza Cossotto/Renato Gavarini/Lorin Maazel/Orchestra Sinfonica e Coro di Roma della Radiotelevisione Italiana, 1957 Melodram
- Berlioz, Symphonie Fantastique - Cleveland Orchestra/Lorin Maazel, 1982 Telarc
- Berlioz: Harold In Italy; Le Carnaval Romain - Overture - Wolfram Christ/Berliner Philharmoniker/Lorin Maazel, 1985 Deutsche Grammophon
- Bernstein & Dutilleux, Violin Concertos - Isaac Stern/Lorin Maazel/Orchestre national de France, 1956 SONY BMG
- Bizet, Carmen (film 1984), Original Soundtrack - Julia Migenes Johnson/Placido Domingo/Ruggero Raimondi/Faith Esham/Lorin Maazel/Orchestre National De France/Chœur Maîtrise De Radio France, 1984 Erato – Grammy Award for Best Opera Recording 1985
- Bizet, Carmen - Anna Moffo/Franco Corelli/Helen Donath/Piero Cappuccilli/Josè van Dam/Deutsche Oper Berlin, 1971 Ariola Eurodisc - RCA (Sony)
- Brahms: Variations on a Theme by Haydn, Dvorak: Symphony No. 7, Kodaly: Dances of Galanta - Lorin Maazel/New York Philharmonic, 2006 Deutsche Grammophon
- Brahms, Ein Deutsches Requiem (A German Requiem) - New Philharmonia Orchestra/New Philharmonia Chorus/Lorin Maazel, 1977 SONY BMG
- Ciaikovsky & Chopin, Conc. pf. n. 1/Sinf. n. 4 - Ashkenazy/Maazel/LSO/PhO, 1963/1978 Decca
- Ciaikovsky, Symphony No. 6 - New York Philharmonic/Lorin Maazel, 2007 Deutsche Grammophon
- Ciaikovsky: Symphony No. 2 "Little Russian" - Rimsky-Korsakov: Symphony No. 2 "Antar" - Lorin Maazel/Pittsburgh Symphony Orchestra, 1986 Telarc
- Ciaikovsky, Violin Concerto - Berliner Philharmoniker/Gidon Kremer/Lorin Maazel, 1980 Deutsche Grammophon
- Ciaikovsky: The Symphonies - Romeo & Juliet - Wiener Philharmoniker/Lorin Maazel, 1991 Decca
- Ciaikovsky - Prokofiev - Bartok: Piano Concertos - Emil Gilels/London Symphony Orchestra/Lorin Maazel/New Philharmonia Orchestra/Orchestre de Paris/Sviatoslav Richter, 2006 EMI
- Debussy: La mer, Jeux, Nocturnes - Lorin Maazel/Wiener Philharmoniker, 1999 BMG/RCA
- Dutilleux: L'Arbre Des Songes (Concerto Pour Violin Et Orchestre) & Maxwell Davies: Concerto for Violin and Orchestra - André Previn/Isaac Stern/Lorin Maazel/Orchestre national de France/Royal Philharmonic Orchestra, 1987 SONY BMG/CBS
- Dvořák: Cello Concerto; Piano Trio "Dumky" - Yo-Yo Ma/Berliner Philharmoniker/Emanuel Ax/Lorin Maazel/Young Uck Kim, 1986, 1988 SONY BMG
- Dvořák, Symphonies No. 8 & 9 "From the New World" - Lorin Maazel/Wiener Philharmoniker, 1994 Deutsche Grammophon
- Dvořák, Slavonic Dances Opp. 46 & 72 - Berliner Philharmoniker/Lorin Maazel, 2005 EMI
- Franck: Symphony in D Minor/Mendelssohn: Symphony No. 5 - Berliner Philharmoniker/Lorin Maazel/Radio Symphony Orchestra of Berlin, 1961 Deutsche Grammophon
- Gershwin, Rapsodia/Americano/Ouv. cubana - Ivan Davis/Dorati/Maazel, 2002 Decca
- Gershwin, Porgy & Bess - Cleveland Orchestra, Leona Mitchell, Lorin Maazel & Sir Willard White - 1976 Decca - Grammy Award for Best Opera Recording 1977
- Grofé: Grand Canyon Suite - Herbert: Hero and Leander - Lorin Maazel/Pittsburgh Symphony Orchestra, 1994 SONY BMG
- Holst: The Planets, Op. 32 - Ravel: Bolero - Lorin Maazel/L'Orchestre national de France, 1982 Sony
- Mahler: Symphony No. 1 - Berlioz: Harold in Italy - Cynthia Phelps/Lorin Maazel/New York Philharmonic, 2006 Deutsche Grammophon
- Mahler, Symphony No. 4 - Kathleen Battle/Lorin Maazel/Wiener Philharmoniker, 1984 SONY BMG/CBS
- Mahler, Das Lied Von Der Erde - Lorin Maazel/Symphonieorchester des Bayerischen Rundfunks/Waltraud Meier, 2000 BMG/RCA
- Mahler, Orchesterlieder - Lorin Maazel/Symphonieorchester des Bayerischen Rundfunks/Waltraud Meier, 1998 BMG/RCA
- Massenet, Thaïs - Beverly Sills/John Alldis Choir/Lorin Maazel/New Philharmonia Orchestra/Nicolai Gedda/Sherrill Milnes, 1976 EMI
- Mozart, Don Giovanni (film 1979) - Chorus & Orchestra of the Théâtre National de l'Opera, Paris/Lorin Maazel, 1979 CBS Masterworks
- Mozart, Le nozze di Figaro - Dietrich Fischer-Dieskau/Hilde Gueden/Geraint Evans/Lorin Maazel/Wiener Philharmoniker, 1963 Festival di Salisburgo
- Mozart, Requiem Mass in D minor, K. 626 - Rosanna Carteri/Oralia Dominguez/Anton Dermota/Mario Petri/Lorin Maazel/Orchestra Sinfonica e Coro di Torino della Rai, 1956 Archipel
- Mozart, Violin Concertos No. 3 & 5 - Lorin Maazel/English Chamber Orchestra, 1975 Klavier Records
- Mozart, Symphonies No. 25 & 29 - Lorin Maazel/RSO Berlin, 1970 Concert Hall
- Mozart, Symphonies No. 38 & 39 - Lorin Maazel/RSO Berlin, 1967 Philips
- Mozart, Symphonies No. 40 & 41 - Lorin Maazel/RSO Berlin, 1967 Philips
- Moussorgsky, Pictures At An Exhibition - Cleveland Orchestra/Lorin Maazel, 1979 Telarc
- Prokofiev, Romeo e Giulietta - Maazel/Cleveland Orch., 1973 Decca
- Prokofiev Tchaikovsky, Sinfonia Concertante/Rococco Variations & Andante Cantabile - Lorin Maazel/Yo-Yo Ma/Pittsburgh Symphony Orchestra, 1992 Sony - Miglior interpretazione solista di musica classica con orchestra (Grammy) 1993
- Prokofiev Britten, Pierino e il lupo/Guida orch. - Maazel/Orch. Paris/De Filippo, Deutsche Grammophon
- Puccini, Le Villi - Maazel/Scotto/Domingo/Nucci, 1980 CBS Masterworks
- Puccini, La rondine - Maazel/Te Kanawa/Domingo/Nucci, 1983 CBS Masterworks
- Puccini, Tosca - Maazel/Nilsson/Corelli, Decca
- Puccini, Madama Butterfly - Ambrosian Opera Chorus/Lorin Maazel/Philharmonia Orchestra/Plácido Domingo/Renata Scotto, 1978 SONY BMG/CBS
- Puccini, La fanciulla del West - Plácido Domingo/Aldo Bottion/Aldo Bramante/Antonio Salvadori/Claudio Giombi/Coro e Orchestra Del Teatro Alla Scala/Ernesto Gavazzi/Ernesto Panariello/Francesco Memeo/Giovanni Savoiardo/Giulio Bertola/Juan Pons/Lorin Maazel/Luigi Roni/Mara Zampieri/Marco Chingari/Nella Verri/Orazio Mori/Pietro Spagnoli/Sergio Bertocchi/Umberto Scalavino, 1992 Sony
- Puccini, Turandot - Eva Marton/José Carreras/Katia Ricciarelli/Lorin Maazel/Wiener Staatsoper, 1984 CBS Masterworks
- Rachmaninov, Danze sinf./Isola dei morti - Maazel/BPO, 1981/1984 Deutsche Grammophon
- Rachmaninov, Sinf. n. 2/Intermezzo da Aleko/Vocalise - Maazel/BPO, 1982/1983 Deutsche Grammophon
- Ravel: L'enfant et les sortilèges; L'heure espagnole - Berliner Philharmoniker/Lorin Maazel/R.T.F. National Orchestre/Radio Symphony Orchestra of Berlin, 1997 Deutsche Grammophon
- Ravel: Boléro; Alborado; La Valse; Rhapsodie Espagnole - L'Orchestre national de France/Lorin Maazel, 1984 Sony
- Ravel, Piano Concertos/Pavane/Jeux d'eau/La Valse - Jean-Philippe Collard/Lorin Maazel, 1986 EMI
- Ravel: Daphnis & Chloe Suite No. 2, Rapsodie Espagnol - Stravinsky: Le Chant du Rossignol, The Firebird Suite - Lorin Maazel/New York Philharmonic, 2007 Deutsche Grammophon
- Respighi: Pini Di Roma; Fontane Di Roma; Feste Romane - Anthony Newman/Lorin Maazel/Pittsburgh Symphony Orchestra, 1996 SONY BMG
- Rimsky-Korsakov: Russian Easter Ouverture - Roussel: Bacchus et Ariane - Bartók: Concerto for Orchestra - Lorin Maazel/New York Philharmonic, 2007 Deutsche Grammophon
- Rimsky-Korsakov: Scheherazade & Rachmaninoff: The Isle of the Dead - Berliner Philharmoniker/Lorin Maazel, 1995 Deutsche Grammophon
- Saint-Saëns: Symphony No. 3 In C Minor, Phaéton, Danse Macabre, Danse Bacchanale - Lorin Maazel/Pittsburgh Symphony Orchestra, 1993, 1996 SONY BMG
- Schubert: Symphonies No. 1-6, 8-9 - Bavarian Radio Symphony Orchestra/Lorin Maazel, 2013 BR Klassik
- Scriabin: Le Poème de l'Extase - Piano Concerto - Prometheus - Vladimir Ashkenazy/The Ambrosian Singers/Cleveland Orchestra/London Philharmonic Orchestra/Lorin Maazel, 1971 Decca
- Shostakovich, Centennial - Lorin Maazel/Lynn Harrell/New York Philharmonic, 2006 Deutsche Grammophon
- Shostakovich Cello Concerto No. 1 - Rachmaninov Sonata for Cello and Piano op. 19 - Sol Gabetta/Lorin Maazel/Munich Philharmonic, 2012 Sony
- Sibelius, The Symphonies - Lorin Maazel/Wiener Philharmoniker, 1991 Decca
- Sibelius, Symphonies Nos. 1 & 7 - Lorin Maazel/Pittsburgh Symphony Orchestra, 1993 SONY BMG
- Sibelius, Symphonies Nos. 2 & 6 - Lorin Maazel/Pittsburgh Symphony Orchestra, 1995 Sony
- Sibelius: Symphony No. 3; Finlandia; Karelia Suite; Swan of Tuonela - Lorin Maazel/Harold Smoliar/Pittsburgh Symphony Orchestra, 1996 SONY BMG
- Strauss, J., Valzer e polke - Maazel/WPO, Deutsche Grammophon
- Strauss: Don Juan, Rosenkavalier Suite, Death and Transfiguration & Dance of the Seven Veils - Lorin Maazel/New York Philharmonic, 2006 Deutsche Grammophon
- Strauss, Till Eulenspiegel & Ein Heldenleben - Lorin Maazel/Symphonieorchester des Bayerischen Rundfunks, 2004 BMG/RCA
- Strauss R.: Don Quixote - Complete Works for Violoncello - Lorin Maazel/Steven Isserlis/Symphonieorchester des Bayerischen Rundfunks, 2001 BMG/RCA
- Strauss Gala - Lorin Maazel/Wiener Philharmoniker, 1998 BMG/RCA
- Strauss II, The Blue Danube Waltz - Wiener Philharmoniker/Lorin Maazel, 2009 Deutsche Grammophon
- Stravinsky: The Firebird Suite; Falla: El amor brujo; El sombrero de tres picos - Grace Bumbry/Lorin Maazel/Radio Symphony Orchestra of Berlin, 1995 Deutsche Grammophon
- Stravinsky: Pétrouchka, Le Chant du rossignol & Feu d'artifice - Lorin Maazel/Wiener Philharmoniker, 1998 BMG/RCA
- Stravinsky, Histoire Du Soldat - Lorin Maazel/Symphonieorchester des Bayerischen Rundfunks, 1998 BMG/RCA
- Verdi, Aida - Maazel/Pavarotti/Chiara, 1986 Decca
- Verdi, Luisa Miller - Maazel/Ricciarelli/Domingo, Deutsche Grammophon
- Verdi, Traviata - Maazel/Lorengar/Aragall/Fischer-Dieskau, Decca
- Verdi, Otello - Plácido Domingo/Katia Ricciarelli/Justino Díaz/Lorin Maazel/Orchestra & Coro del Teatro alla Scala di Milano, 1986 EMI
- Vivaldi, The Four Seasons - Orchestre National de France/Lorin Maazel, 1984 CBS Masterworks
- Wagner, The "Ring" Without Words - Berliner Philharmoniker/Lorin Maazel, 1988 Telarc
- Wagner, Tannhäuser Without Words - a Symphonic Synthesis By Lorin Maazel - Lorin Maazel/Mendelssohn Choir/Pittsburgh Symphony Orchestra/Robert Page, 1991 SONY BMG
- Webber, Requiem - Plácido Domingo/Sarah Brightman/Paul Miles-Kingston/Choir of Winchester Cathedral/Martin Neary/James Lancelot/English Chamber Orchestra/Lorin Maazel, 1985 The Really Useful Group
- Zemlinsky, Lyric Symphony - Berliner Philharmoniker/Lorin Maazel, 1982 Deutsche Grammophon
- Conc. di Capodanno, Best of New Year's Concert vol. 1 - Abbado/Karajan/Muti/Maazel, Deutsche Grammophon
- Neujahrskonzert (New Year's Concert) 1996 (Johann II [Junior] Strauss, Carl Michael Ziehrer, Josef Strauss, Eduard Strauss, Johann I [Senior] Strauss), Maazel/Wiener Philharmoniker - RCA Victor Europe - Terza posizione in classifica in Austria
- Neujahrskonzert 1999 - New Year's Concert (Johann (Sohn) Strauß), Maazel/Wiener Philharmoniker - Rca Red S. (Sony Music) - quarta posizione in classifica in Austria
- Neujahrskonzert 2005 - Maazel/Wiener Philharmoniker - Deutsche Grammophon - prima posizione in classifica in Austria
- Sommernachtskonzert / Summer Night Concert 2013, Sony
- Conc. pf., Addinsell, Scriabin, Rachman. - Ortiz/Ashkenazy/Maazel, Decca
- Maazel - Respighi: Roman Festivals - Pines of Rome & Rimsky-Korsakov: The Golden Cockerel Suite (Legendary Performances 1976) - Cleveland Orchestra/Lorin Maazel, Decca
- Maazel, Lorin Maazel in Vienna (1964-1972) - Maazel/WPO, 2014 Decca
- Sentimento (Andrea Bocelli)
- Berliner Philharmoniker on EMI - Berliner Philharmoniker/Lorin Maazel, 2007 EMI